# Tensor de campo electromagnético
En electrodinámica clásica y teoría de la relatividad, el tensor de Faraday o tensor de campo electromagnético es un tensor 2-contravariante y antisimétrico, cuyas componentes son las componentes de lo que en cada sistema de referencia se reflejan como parte eléctrica y parte magnética del campo:

{\displaystyle \mathbf {F} =F^{\mu \nu }={\begin{pmatrix}0&-{\cfrac {E_{x}}{c}}&-{\cfrac {E_{y}}{c}}&-{\cfrac {E_{z}}{c}}\\{\cfrac {E_{x}}{c}}&0&-B_{z}&B_{y}\\{\cfrac {E_{y}}{c}}&B_{z}&0&-B_{x}\\{\cfrac {E_{z}}{c}}&-B_{y}&B_{x}&0\end{pmatrix}}\qquad {\mbox{o bien}}\qquad \mathbf {F} =F_{\mu \nu }={\begin{pmatrix}0&{\cfrac {E_{x}}{c}}&{\cfrac {E_{y}}{c}}&{\cfrac {E_{z}}{c}}\\-{\cfrac {E_{x}}{c}}&0&-B_{z}&B_{y}\\-{\cfrac {E_{y}}{c}}&B_{z}&0&-B_{x}\\-{\cfrac {E_{z}}{c}}&-B_{y}&B_{x}&0\end{pmatrix}}}

## Componentes del tensor
El cuadripotencial A lleva en sus componentes la información de los potenciales. Sus coordenadas son en un sistema coordenado Lorentz:

{\displaystyle A^{\alpha }=\left({\frac {\Phi }{c}},\mathbf {A} \right)}

Donde {\displaystyle \,\phi } y A son el potencial eléctrico y el potencial vector magnético respectivamente.
El cuadripotencial es una 1-forma, para ponerlo en correspondencia con un objeto de rango 2 debemos hacer actuar la derivada exterior. Entonces podemos escribir la relación geométrica que relaciona el cuadripotencial con el tensor de campo electromagnético:

{\displaystyle \,F=dA}

Si utilizamos un sistema coordenado de Lorentz podemos escribirlo en componentes de la siguiente forma:
{\displaystyle F^{\mu \nu }=\partial ^{\mu }A^{\nu }-\partial ^{\nu }A^{\mu }}
Si recordamos cómo se relacionan los potenciales con los campos E y B, podremos encontrar las componentes del tensor campo electromagnético:

{\displaystyle \mathbf {E} =-\nabla \phi -{\cfrac {\partial \mathbf {A} }{\partial t}},\qquad \mathbf {B} =\nabla \times \mathbf {A} }

Por tanto, las componentes del tensor se obtendrán de la siguiente forma: 

{\displaystyle F^{01}=\partial ^{0}A^{1}-\partial ^{1}A^{0}={\frac {1}{c}}{\frac {\partial A_{x}}{\partial t}}-\left(-{\frac {\partial (\phi /c)}{\partial x}}\right)={\frac {1}{c}}\left[{\frac {\partial A_{x}}{\partial t}}+{\frac {\partial \phi }{\partial x}}\right]=-{\cfrac {E_{x}}{c}}}

Igualmente:

{\displaystyle F^{02}=-{\frac {E_{y}}{c}},\qquad F^{03}=-{\frac {E_{z}}{c}}}

Para los índices espacial-espacial, tenemos que:

{\displaystyle F^{12}=\partial ^{1}A^{2}-\partial ^{2}A^{1}=-{\frac {\partial A_{y}}{\partial x}}+{\frac {\partial A_{x}}{\partial y}}=-B_{z},\quad F^{13}=B_{y},\quad F^{23}=-B_{x}}

## Propiedades
1. El tensor es antisimétrico: {\displaystyle \,F^{\mu \nu }=-F^{\nu \mu }}
  - Demostración: {\displaystyle F^{\mu \nu }=\partial ^{\mu }A^{\nu }-\partial ^{\nu }A^{\mu }=-(\partial ^{\nu }A^{\mu }-\partial ^{\mu }A^{\nu })=-F^{\nu \mu }}
2. Los términos de la diagonal son nulos: {\displaystyle \,F^{\mu \mu }=0}
  - Demostración: {\displaystyle F^{\mu \mu }=\partial ^{\mu }A^{\mu }-\partial ^{\mu }A^{\mu }=0}
3. Dado que F proviene de un potencial {\displaystyle \,F=dA}, se dice que es una 2-forma exacta. Según en Lema de Poincaré toda forma exacta tiene derivada exterior nula: {\displaystyle \,dF=0}
  - Esto implica que en los sistemas coordenados Lorentz se cumple: {\displaystyle \partial _{\gamma }F_{\alpha \beta }+\partial _{\beta }F_{\gamma \alpha }+\partial _{\alpha }F_{\beta \gamma }=0}
4. El tensor es invariante bajo transformaciones gauge del cuadripotencial.
  - En coordenadas Lorentz, si escogemos un cuadripotencial distinto a {\displaystyle A_{\mu }}, de la forma {\displaystyle A_{\mu }+\partial _{\mu }\chi }, donde {\displaystyle \chi } es una función arbitraria, es inmediato comprobar que: {\displaystyle F^{\mu \nu }=\partial ^{\mu }A^{\nu }-\partial ^{\nu }A^{\mu }+\partial ^{\mu }\partial ^{\nu }\chi -\partial ^{\nu }\partial ^{\mu }\chi =\partial ^{\mu }A^{\nu }-\partial ^{\nu }A^{\mu }}.
  - De forma más geométrica, puesto que {\displaystyle F=dA}, tomando un cuadripotencial {\displaystyle A+d\chi }, se obtiene {\displaystyle F=d(A+d\chi )=dA}, puesto que la derivada exterior cumple {\displaystyle d^{2}=0}.

## Otras expresiones del tensor
Mediante el tensor métrico {\displaystyle \,g_{\mu \nu }} podemos subir o bajar índices. Por tanto el tensor campo electromagnético también se puede escribir mediante índices abajo (intercambiando así entre coordenadas covariantes y contravariantes):
{\displaystyle \,F_{\alpha \beta }=g_{\alpha \mu }F^{\mu \nu }g_{\nu \beta }}
Por tanto
{\displaystyle F_{\mu \nu }={\begin{pmatrix}0&{\cfrac {E_{x}}{c}}&{\cfrac {E_{y}}{c}}&{\cfrac {E_{z}}{c}}\\-{\cfrac {E_{x}}{c}}&0&-B_{z}&B_{y}\\-{\cfrac {E_{y}}{c}}&B_{z}&0&-B_{x}\\-{\cfrac {E_{z}}{c}}&-B_{y}&B_{x}&0\end{pmatrix}}}

## Tensor dual
Existe otra forma de agrupar los campos eléctrico y magnético en un tensor antisimétrico, reemplazando E/c → B y B → −E/c, se obtiene el tensor dual {\displaystyle G^{\mu \nu }}:
{\displaystyle G^{\mu \nu }={\begin{pmatrix}0&-B_{x}&-B_{y}&-B_{z}\\B_{x}&0&{\cfrac {E_{z}}{c}}&-{\cfrac {E_{y}}{c}}\\B_{y}&-{\cfrac {E_{z}}{c}}&0&{\cfrac {E_{x}}{c}}\\B_{z}&{\cfrac {E_{y}}{c}}&-{\cfrac {E_{x}}{c}}&0\end{pmatrix}}}
O, bajando índices:
{\displaystyle G_{\mu \nu }={\begin{pmatrix}0&B_{x}&B_{y}&B_{z}\\-B_{x}&0&{\cfrac {E_{z}}{c}}&-{\cfrac {E_{y}}{c}}\\-B_{y}&-{\cfrac {E_{z}}{c}}&0&{\cfrac {E_{x}}{c}}\\-B_{z}&{\cfrac {E_{y}}{c}}&-{\cfrac {E_{x}}{c}}&0\end{pmatrix}}}